# Merig
Merig é uma pequena ilha localizada a 20 quilômetros a leste de Gaua, nas Ilhas Banks do norte de Vanuatu.
A ilha tem cerca de 800 metros de largura e uma circunferência de 2,2 quilômetros.

## Etimologia
O nome Merig vem da língua Mota. Ele deriva de uma forma Proto-Torres-Banks *mʷera riɣi "o menino pequeno" via haplologia para *mʷeriɣi. Contrasta com Mere Lava, de *mʷera lava "o menino grande". O termo nativo em Mwerlap é N̄wërig, do mesmo étimo.

## História
A primeira visão registrada da ilha Merig por europeus foi pela expedição espanhola de Pedro Fernandes de Queirós em 25 de abril de 1606. Foi então nomeada Île Sainte Claire.

## Demografia
Merig é habitada por apenas uma família, consistindo em 12 indivíduos.
Eles falam Mwerlap, a língua da ilha vizinha Mere Lava.

## Links externos
- «Merig». Programa Global de Vulcanismo. Smithsonian Institution